# Батис Маргариты
Батис Маргариты (лат. Batis margaritae) — вид воробьиных птиц из семейства сережкоглазок. Выделяют два подвида.

## Название
Видовое название дано в честь историка и романистки Маргарет Лич (1893—1974).

## Описание
Длина тела 11—12 см. Вес 11,5—15,5 г (подвид Batis margaritae kathleenae). Контрастно окрашены в чёрный, серый, белый и небольшое количество рыжего цвета.
Самцы номинативного подвида сверху темно-серые, с чёрной маской. Имеется белая полоска на крыльях, хвост чёрный, кончик его белый, подбородок и горло белые, нагрудник чёрный, брюшко белое. Радужная оболочка золотисто-желтая, с оранжевым оттенком. Клюв и ноги черные. Самка отличается от самца тем, что полоса на крыльях у нее рыжеватая, чёрная полоса на груди более узкая, она может иметь немного рыжего снизу, особенно на боках, иногда несколько узких белых надкрыльных пятен, красную радужную оболочку. Неполовозрелые особи по внешнему виду подобны самкам, но сверху они оливково-коричневые, крылья более рыжие.
Представители подвида B. m. kathleenae мельче, самец менее тёмный сверху, самка с менее густо-рыжими покровными перьями на крыльях, но имеет тенденцию иметь более рыжеватый и рыжий цвет снизу, особенно на боках и сбоку непосредственно под нагрудником.
Питаются насекомыми.

## Распространение
Обитают на юго-западе Центральной Африки: на территории Анголы, Демократической Республики Конго, Замбии.